# Viktorija Belosljudtseva
Viktorija Vladimirovna Belosljudtseva (kazakiska: Виктория Владимировна Белослюдцева), född 9 januari 1972, är en kazakisk bågskytt. Hon deltog vid olympiska sommarspelen 2004.